# Böbingen
Böbingen è un comune di 685 abitanti della Renania-Palatinato, in Germania.

Appartiene al circondario (Landkreis) della Weinstraße Meridionale (targa SÜW) ed è parte della comunità amministrativa (Verbandsgemeinde) di Edenkoben.